# Francisca Nazareth
Francisca Ramos Ribeiro Nazareth Sousa (Lissabon, 17 november 2002), beter bekend als Francisca 'Kika' Nazareth, is een voetbalspeelster uit Portugal. Ze speelt als aanvaller voor SL Benfica in de Campeonato Nacional Feminino.
In haar jeugd speelde Nazareth voor OS Torpedos, CF Benfica en Casa Pia AC.
Nazareth maakte op zestienjarige haar debuut voor SL Benfica. Op 7 oktober 2020 tekende ze haar eerste profcontract voor SL Benfica.

## Statistieken[4]
| Seizoen    | Club       | Land     | Competitie                   | Wedstrijden | Doelpunten |
| ---------- | ---------- | -------- | ---------------------------- | ----------- | ---------- |
| 2018-heden | SL Benfica | Portugal | Campeonato Nacional Feminino | 66          | 34         |
| Totaal     | Totaal     | Totaal   | Totaal                       | 66          | 34         |

Laatste update: 20 dec 2023

## Internationaal
Kika Nazareth maakte haar debuut voor het Portugese nationale team op 4 maart 2020 door in te vallen voor Carolina Mendes in een Algarve Cup wedstrijd tegen Italië.
Op 22 juni 2022 maakte Nazareth haar eerste interlanddoelpunt in een vriendschappelijke wedstrijd tegen Griekenland. Ze maakte twee doelpunten in een wedstrijd die Portugal met 4-0 won.
Nazareth werd opgenomen in de selectie voor het EK 2022 in Engeland. Met Portugal wist Nazareth niet voorbij de groepsfase te geraken na nederlagen tegen Nederland en Zweden. Nazareth kwam alle drie de wedstrijden van Portugal in actie.
In 2023 mocht Nazareth met Portugal voor de eerste keer in de historie aantreden op het WK 2023. Portugal wist opnieuw niet door te stoten naar knock-outfase. Na een nederlaag tegen Nederland, waren een overwinning op Vietnam en een gelijkspel tegen Verenigde Staten niet voldoende. In de 2-0 overwinning op Vietnam bepaalde Nazareth door een doelpunt de eindstand.